# Can Gironès (Cornellà del Terri)
Can Gironès és una masia gòtica de Cornellà del Terri (Pla de l'Estany) inclosa a l'Inventari del Patrimoni Arquitectònic de Catalunya.

## Descripció
Casa desenvolupada en planta baixa i pis. La coberta és de teula àrab a dues vessants i acabada amb un ràfec de tres fileres, combinació de teula i rajol. Les parets portants són de maçoneria.
A la planta baixa hi ha dues portes emmarcades per carreus i llindes d'una sola peça, de pedra bisellada. En el primer pis hi ha dues finestres gòtiques ornades amb motius decoratius, una en forma d'arc conopial amb arquets i l'ampit emmotllurat i l'altra de gran simplicitat formada per una versió de l'arc conopial. Les restants obertures són emmarcades per carreus i llindes d'una peça de pedra bisellada.

## Història
A les llindes de dues finestres del primer pis es pot llegir l'any 1583. A la llinda d'una porta de la planta baixa hi ha esculpida en alt relleu una orla barroca amb motius religiosos.